# 川田正澂

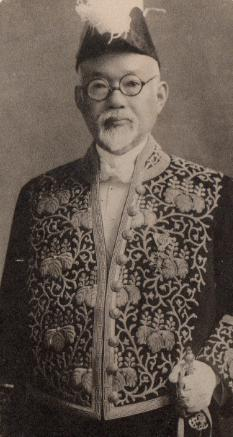
府立一中校長時代の川田正澂（1928年頃）

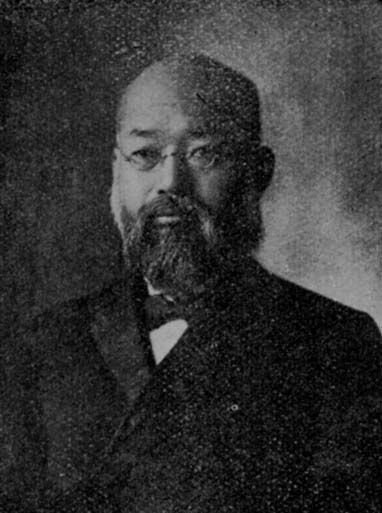
川田正澂

川田 正澂（かわだ まさずみ、文久3年12月27日（1864年2月4日） - 1935年12月9日）は、日本の教育者。

## 来歴・人物
土佐国（現・高知県）生まれの士族出身。高知中学校（現・高知追手前高校）から選抜されて、東京日本橋箱崎町の旧土佐藩侯邸内・海南学校（現・高知小津高校）に上京し進学。のち廃校となり、明治義塾（のち廃校、その跡地に英吉利法律学校、日本中学創立）に移り外国人から英語を学ぶ。1888年（明治21年）、文部省中学教育検定試験に首席合格。同年9月に、第三高等中学校（のちの旧制三高）教員となる。1898年（明治31年）に静岡県立静岡中学校（現・静岡高校）校長に着任。1904年（明治37年）8月~1909年（明治42年）4月にかけて宮城県立仙台第一中学校（現・仙台第一高校）校長を務め、1909年（明治42年）から東京府立第一中学校（現・都立日比谷高校）校長に任ぜられる。
府立一中では前任者の勝浦鞆雄校長の「～べからず」教育からの脱皮を計り、生徒心得も5か条の簡潔なものとした。着任した折の「就任の辞」では、「本校ハ位置帝都ニアリテ全国中学校ノ首班タリ」と述べていたように、この「日本一の名声」を慕って全国の小学校から受験生が集まった。1913年（大正2年）3月~1914年（大正3年）6月の間、新教育運動（日本では「大正自由教育運動」）の潮流の真っ只中にあった欧米への視察旅行の際、大英帝国のパブリックスクールに深い感銘を得た。
かの地のイートン校やハーロー校、ラグビー校の諸校が、のんびりした紳士・人物の育成、自治自制（ないし自主自律）をモットーとしているなか、なかでも特にイートン校に範をとった。ただ当地のパブリックスクール諸校が、国王の恩賜、貴族・大富豪の寄付で成り立っていることに対して、士族出身の川田は、騎士道養成教育の要としてそれと日本の武士道との共通性を見てとった。王侯貴族の子弟が通うイートンなどに対して、都会型中産知識階級の子弟が通う一中とはバックグラウンドが全く違うなか、いわゆる「ノブレス・オブリージュ」の規律・精神を共通の教育の土台・精神とすることを目指していた。さらに、パブリックスクールが非営利団体による独立学校であるのに対して公立学校による制約があるため、学友会（校友会ないし父兄会あるいは同窓会ないし後援会）による財団法人の組織化を図った。
しかし、第一次世界大戦による好況も長くは続かず資金が集まらなかったため、1920年（大正9年）、社団法人として学友会が設立・認可された。
また、イートンを理想とする国士養成教育（ないし紳士養成教育）と、年々いや増してくる進学熱の現実とのせめぎ合いの中、上級学校への進学教育も無視することができなくなり、1922年（大正11年）に補習科を設けたのを手始めに、翌1923年（大正12年）には、一高で独語受験者の優先入学制度が廃止されたこともあって、一中の独語科を廃止した。
のち、1932年（昭和7年）まで府立一中校長を務め、また一中に接続する高等学校を設けようと自ら設立に動いた旧制府立高等学校（のちの東京都立大学）初代校長も兼務した。ただし、周囲の府立中学やその他私立諸校も含めた反対に遭い、一中とは独立して開校させることとなった。
川田を継いで校長に就いた西村房太郎の時代になると、川田時代よりも一層スポーツが推奨され、全国中等学校体育連盟に加盟、篭球部などが全国的に活躍した。ただし、時代の空気（ないし時代精神）もあり、学校運営も次第に軍国主義的色彩を帯びるようになっていった。

## 逸話
- 財部彪（海軍大将、海軍大臣などを歴任）の息子・武雄が、府立一中在学中に不祥事を起こした。財部が不在であったため、川田は、身元保証人の山本権兵衛（海軍大将、内閣総理大臣、海軍大臣などを歴任）を呼び出した[4]。
- 1928年（昭和3年）度・全国中学校長協会総会が府立一中講堂で開かれ、川田が京都・三高教授時代の教え子で、一中に雄彦（のち初代東京銀行頭取）らを通わしてもいた濱口雄幸が突然姿を現し登壇、周囲を驚かした。また、「ヒンデンブルグ」とあだ名された愛媛・北予中学校長 秋山好古は、校庭に出るなどして、わずか三日間の総会の間で一中生徒の崇敬の的と化したという[10]。

## 関連・参考書籍
- 『日比谷高校百年史 上巻』（如蘭会編、1979年）
- 『東京府立中学』 （岡田孝一、同成社、2004年5月）
- 『東京府立第一中学校』 （須藤直勝、近代文藝社、1994年9月）

| 公職                                 | 公職 | 公職                       |
| ------------------------------------ | --- | -------------------------- |
| 先代 校長事務取扱 浜野虎吉           | 東京府立第一中学校長事務取扱 1929年 - 1932年 校長 1914年 - 1929年                                              | 次代 校長 西村房太郎       |
| 先代 勝浦鞆雄                        | 東京府立第一中学校長 1909年 - 1913年                                                                           | 次代 校長事務取扱 浜野虎吉 |
| 先代 氏家謙曹                        | 宮城県立仙台第一中学校長 1904年 - 1909年                                                                       | 次代 桜田広利              |
| 先代 静岡県静岡尋常中学校長 吉田良春 | 静岡県立静岡中学校長 1901年 - 1904年 静岡県静岡中学校長 1899年 - 1901年 静岡県静岡尋常中学校長 1898年 - 1899年 | 次代 河合弘民              |